# Telephium
Telephium je biljni rod iz porodice klinčićevki rašireni po južnoj Europi, uključujući Sredozemlje, dijelovima sjeverne Afrike, Somaliji, krajnjem jugu Arapskog poluotoka, od zapadne Azije do Kavkaza, Iranu i zapadnom Pakistanu. 
Postoji 5 priznatih vrsta. jednogodišnje bilje, trajnice i polugrmovi.

## Vrste
1. Telephium barbeyanum Bornm.
2. Telephium eriglaucum F.N.Williams
3. Telephium imperati L.
4. Telephium oligospermum Steud. ex Boiss.
5. Telephium sphaerospermum Boiss.